# Бессарабка (Омская область)
Бессара́бка — деревня в Русско-Полянском районе Омской области России. Входит в состав Калининского сельского поселения.

## География
Деревня находится юго-восточной части Омской области, в степной зоне, в пределах Ишимской равнины, вблизи государственной границы с Казахстаном, на расстоянии примерно 39 км (по прямой) к юго-западу от посёлка городского типа Русская Поляна, административного центра района. Абсолютная высота — 116 м над уровнем моря.
Часовой пояс
Деревня Бессарабка, как и вся Омская область, находится в часовой зоне МСК+3. Смещение применяемого времени относительно UTC составляет +6:00.

## Население
| 2010 |
| ---- |
| 176  |

Половой состав
По данным Всероссийской переписи населения 2010 года, в гендерной структуре населения мужчины составляли 47,2 %, женщины — соответственно 52,8 %.
Национальный состав
Согласно результатам переписи 2002 года, в национальной структуре населения русские составляли 62 % из 203 чел., украинцы — 28 %.

## Улицы
| - ул. Бессарабская, - пер. Майский, | - ул. Центральная, - ул. Элеваторская. |